# Leszek Domalewski
Leszek Domalewski (ur. w 1955, zm. w 2023) – polski gitarzysta basowy, członek zespołu Kasa Chorych.

## Życie i działalność
Od 1980 roku był członkiem zespołu Kasa Chorych, należąc do jego najbardziej znanego składu, który dokonał pierwszych nagrań radiowych i fonograficznych. Domalewski był również kompozytorem jednego z najbardziej znanych utworów Kasy Chorych pt. Blues bez pieniędzy.
Z Kasą Chorych zarejestrował albumy: Ryszard „Skiba” Skibiński 1951–1983 (Wifon, 1984), Blues córek naszych – nagrania radiowe (Metal Mind Productions, 2006), Live (Metal Mind Productions, 2006), Skiba (Metal Mind Productions, 2008).
Został pochowany na Cmentarzu Farnym w Białymstoku.